# Eleccions generals de Singapur de 2020
El 10 de juliol de 2020 es van celebrar eleccions generals a Singapur per a triar a 93 diputats del Parlament de Singapur en 31 circumscripcions electorals. El Parlament va ser dissolt i les eleccions generals van ser convocades per la presidenta Halimah Yacob el 23 de juny, a petició del primer ministre Lee Hsien Loong. En elles es van elegir els diputats del 14è Parlament de Singapur des de la independència del país en 1965, mitjançant el sistema electoral d'escrutini majoritari uninominal. El vot era obligatori per a tots els singapuresos majors de 21 anys a partir de l'1 de març de 2020.
Aquestes eleccions van ser les 18es eleccions generals a Singapur i les 13es des de la independència. El Partit d'Acció Popular (PAP), en el poder, es va assegurar el seu 15è mandat consecutiu en el govern des de 1959, establint el segon rècord de durada ininterrompuda entre els països amb sufragi universal de 66 anys si el PAP acaba el seu mandat complet de cinc anys, darrere del Partit Revolucionari Institucional de Mèxic, que es va mantenir en el poder durant setanta-un anys consecutius.
Els resultats indicaven que el Partit d'Acció Popular, en el poder, va obtenir 83 escons i el Partit dels Treballadors (PT) els 10 restants. El PT va conservar amb èxit les seves circumscripcions electorals d'Aljunied GRC i Hougang SMC i es va fer amb l'acabada de crear Sengkang GRC, la qual cosa va suposar la major representació de l'oposició en el Parlament des de 1966, la primera vegada que una oposició es feia amb diverses circumscripcions electorals des de la creació del sistema en 1988, i també la primera vegada que una circumscripció recentment creada era guanyada per un partit de l'oposició en el seu primer intent.
Excloent l'electorat d'ultramar, la participació va ser del 95,54%, és a dir, 2.535.565 votants. Fou la taxa de participació més alta de qualsevol de les eleccions (tant en les eleccions generals com en les presidencials) des de les eleccions generals de 1997, en les quals va votar el 95,91%. L'1,81% dels vots emesos van ser nuls, la taxa més baixa en unes eleccions generals des de la independència de Singapur, i la més baixa des de les eleccions de 1963, en les quals el 0,99% van ser nuls (quan Singapur era encara un estat de Malàisia).